# Keamcorravooly

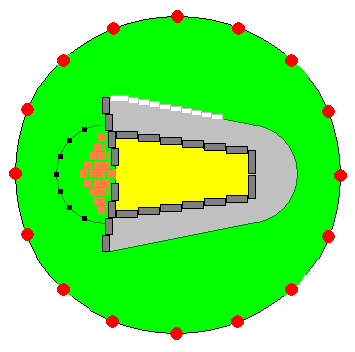
Prinzipskizze Wedge Tomb am Beispiel von Island

Das Wedge Tomb von Keamcorravooly (irisch Céim Chorrbhuaile, auch the Giant’s Grave, irisch: An Uaigh an Fhathaigh genannt) ist eine zwischen 4000 und 2500 v. Chr. entstandene Megalithanlage. Sie liegt auf der Ostseite des Owengariff River, bei Ballingeary im County Cork in Irland. Wedge Tombs (deutsch „Keilgräber“), früher auch „wedge-shaped gallery grave“ genannt, sind ganglose, mehrheitlich ungegliederte Megalithbauten der späten Jungsteinzeit und der frühen Bronzezeit.
Der ehemals deckende Cairn des archäologischen Fundkomplexes ist völlig abgetragen. Der Zugang liegt wie bei fast allen Wedge Tombs im Südwesten. Wie viele Anlagen (besonders im County Cork), die nur selten die Höhe von 1,5 m erreichen (z. B. Island), ist Keamcorravooly sehr niedrig. Der Eingang ist nur vorne 1,06 m und hinten 0,5 m hoch. Die Anlage ist 3,6 m lang, vorne 1,2 und hinten 0,35 m breit. Zwei große überlappende Deckenplatten liegen auf den Tragsteinen, von denen noch Teile als Doppelreihe erhalten sind. Die hintere Platte liegt auf einem kleinen Stein auf, der auf dem Endstein liegt.
Ein zweites, stärker zerstörtes Wedge Tomb liegt circa 150 m südlich.